# 飛田給站
飛田給站（日语：／ Tobitakyū eki */?）是一個位於東京都調布市飛田給一丁目，屬於京王電鐵京王線的鐵路車站。車站編號是KO20。
副名稱是味之素體育場前（／），是距離該體育場最近的車站。

## 年表
- 1916年9月1日，作為京王電氣軌道的車站啟用。
- 1944年5月31日，京王與東京急行電鐵合併後，飛田給站作為京王線的車站運行。
- 1948年6月1日，東急與京王帝都電鐵分拆，飛田給站成為京王的車站。
- 2001年3月5日，隨著東京體育場於同年3月10日啟用，月台改建為兩面三線的優化措施完工。
- 2003年
  - 3月8日，添加「東京體育場前」作為副站名。其後，東京體育場改稱味之素體育場後，副站名亦更改為味之素體育場前。
  - 10月1日，獲頒發好設計獎。
- 2013年2月22日，快速開始在飛田給站停站，同日以KO20作為編號。

## 車站構造
2面3線地面車站，站房為跨站式站房。出口有北口與南口兩處。
上行月台（2、3號線）是島式月台，3號線為尖峰時刻的待避線。
廁所位於2樓剪票口內與北口1樓站房外側。
跨站式站房建設前的月台為側式2面2線，站房位於線路北側，各月台間有地下道連通。

### 月台配置
| 月台 | 路線   | 方向 | 目的地                                 |
| ---- | ------ | ---- | -------------------------------------- |
| 1    | 京王線 | 下行 | 京王八王子、高尾山口、多摩動物公園方向 |
| 2、3 | 京王線 | 上行 | 調布、明大前、笹塚、新宿、新宿線方向   |

## 利用狀況
2016年度1日平均上下車人次為24,364人。
| 年度               | 1日平均 上下車人次 | 1日平均 上車人次 | 來源   |
| ------------------ | ------------------ | ---------------- | ------ |
| 1955年（昭和30年） | 1,498              |                  |        |
| 1960年（昭和35年） | 2,675              |                  |        |
| 1965年（昭和40年） | 6,275              |                  |        |
| 1970年（昭和45年） | 7,975              |                  |        |
| 1975年（昭和50年） | 9,917              |                  |        |
| 1980年（昭和55年） | 9,387              |                  |        |
| 1985年（昭和60年） | 10,577             |                  |        |
| 1990年（平成02年） | 12,350             | 6,129            | [ 5 ]  |
| 1991年（平成03年） |                    | 6,301            | [ 6 ]  |
| 1992年（平成04年） |                    | 6,460            | [ 7 ]  |
| 1993年（平成05年） |                    | 6,436            | [ 8 ]  |
| 1994年（平成06年） |                    | 6,274            | [ 9 ]  |
| 1995年（平成07年） | 12,564             | 6,216            | [ 10 ] |
| 1996年（平成08年） |                    | 6,074            | [ 11 ] |
| 1997年（平成09年） |                    | 6,049            | [ 12 ] |
| 1998年（平成10年） |                    | 6,071            | [ 13 ] |
| 1999年（平成11年） |                    | 6,096            | [ 14 ] |
| 2000年（平成12年） | 13,068             | 6,682            | [ 15 ] |
| 2001年（平成13年） |                    | 9,058            | [ 16 ] |
| 2002年（平成14年） |                    | 9,674            | [ 17 ] |
| 2003年（平成15年） | 18,478             | 10,011           | [ 18 ] |
| 2004年（平成16年） | 19,091             | 10,301           | [ 19 ] |
| 2005年（平成17年） | 20,888             | 10,951           | [ 20 ] |
| 2006年（平成18年） | 21,120             | 10,532           | [ 21 ] |
| 2007年（平成19年） | 21,573             | 10,656           | [ 22 ] |
| 2008年（平成20年） | 23,637             | 11,729           | [ 23 ] |
| 2009年（平成21年） | 23,111             | 11,419           | [ 24 ] |
| 2010年（平成22年） | 23,467             | 11,575           | [ 25 ] |
| 2011年（平成23年） | 23,145             | 11,410           | [ 26 ] |
| 2012年（平成24年） | 23,784             | 11,729           | [ 27 ] |
| 2013年（平成25年） | 23,476             |                  |        |
| 2014年（平成26年） | 24,948             |                  |        |
| 2015年（平成27年） | 24,618             |                  |        |
| 2016年（平成28年） | 24,364             |                  |        |

## 車站周邊
北口有小型圓環，是路線巴士的停靠處。
車站北側的設施有味之素球場、調布飛行場、警察大學校、警視廳警察學校、東京都立府中特別支援學校、東京都立府中朝日特別支援學校、榊原紀念醫院、調布飛田給郵便局等。

### 巴士路線
飛田給站北口（京王巴士東、調布市迷你巴士）
- 飛01（日语：京王バス東・調布営業所）：行經東京外大東、多磨站 外語大循環（京王） ※1日4班
- 飛02、調33（日语：京王バス東・調布営業所）：行經東京外國語大學前往多磨站（京王）
- 調33：往調布站北口（京王）
- 迷你巴士西路線（調43）（日语：調布市ミニバス）：行經京王多摩川站往調布站南口

## 站名由來
站名來自於當地地名。莊園制度興盛之時，此地是莊園領主「飛田某（とびたなにがし）」賜予的「給田地」，因此稱為「飛田給」。

## 圖片

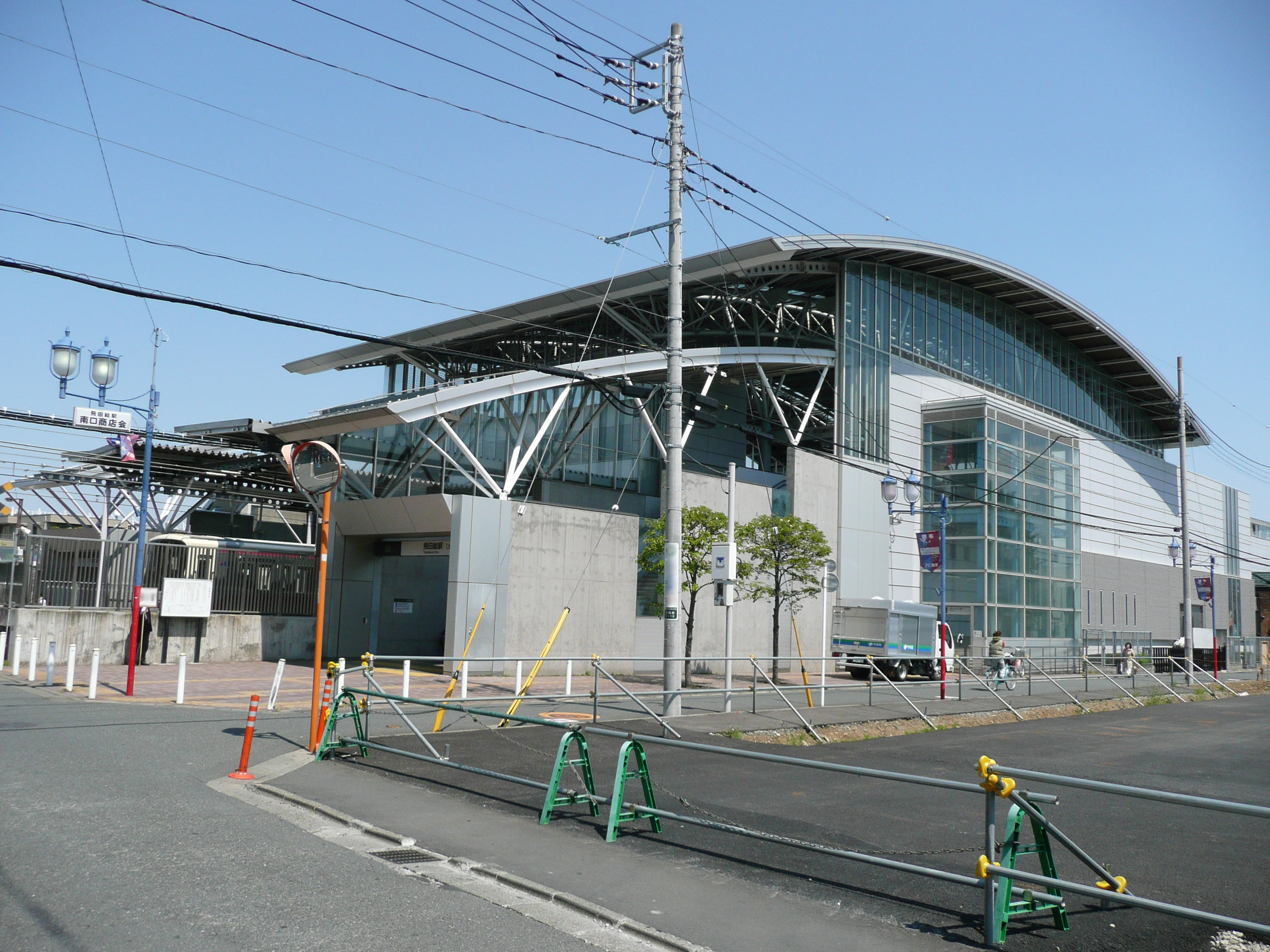
南口（2013年4月）
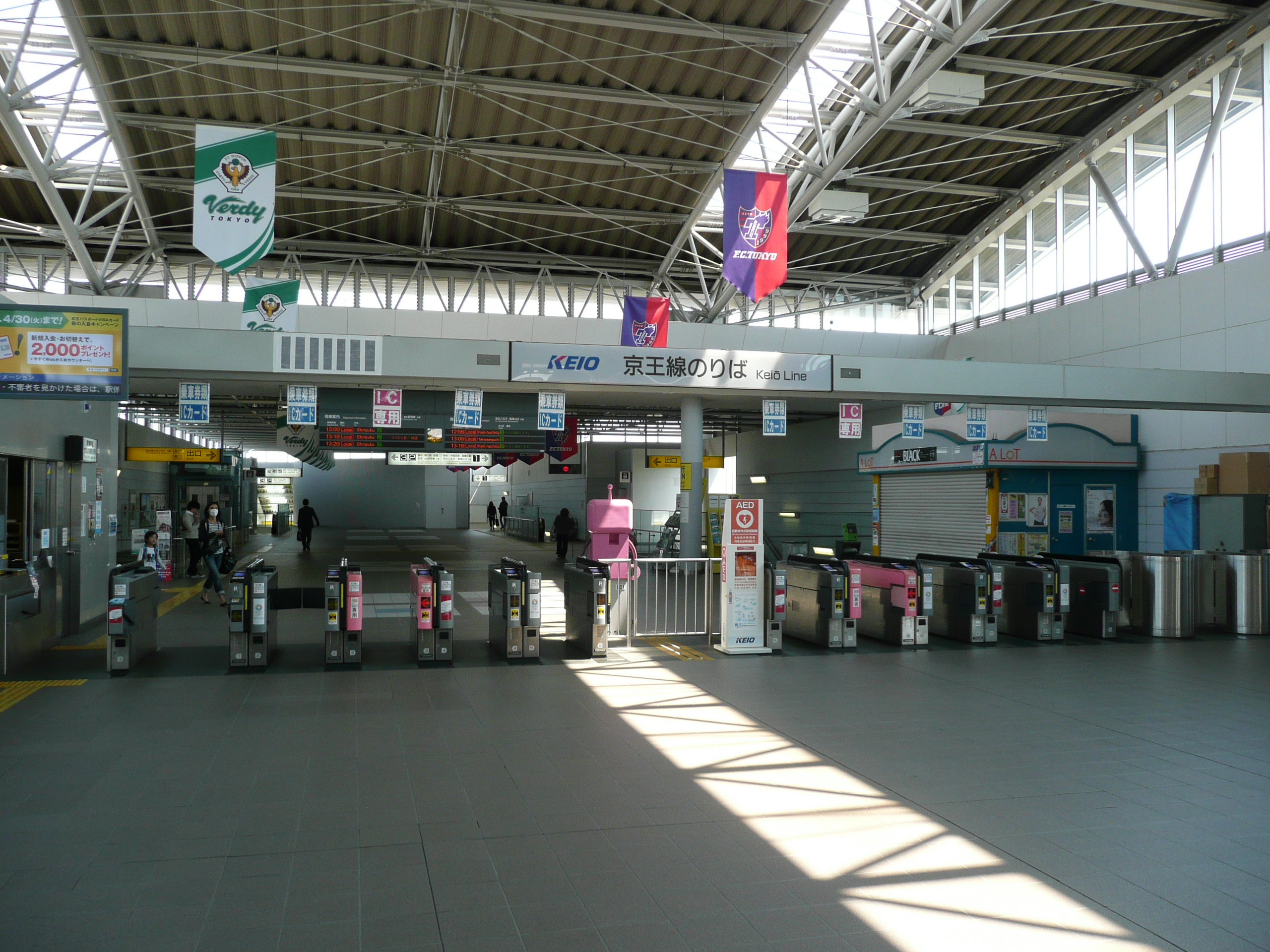
剪票口（2013年4月）
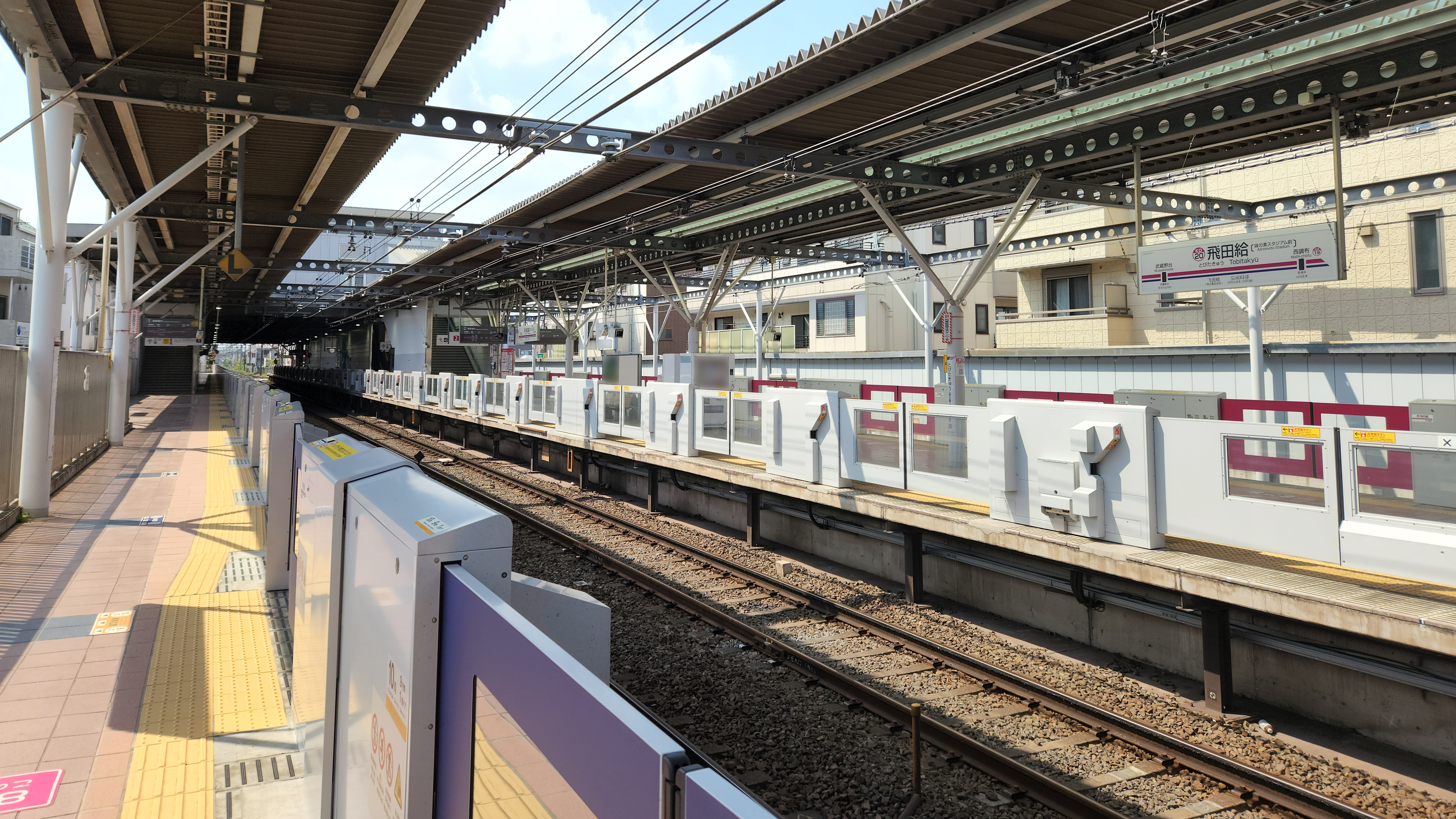
月台（2022年5月）
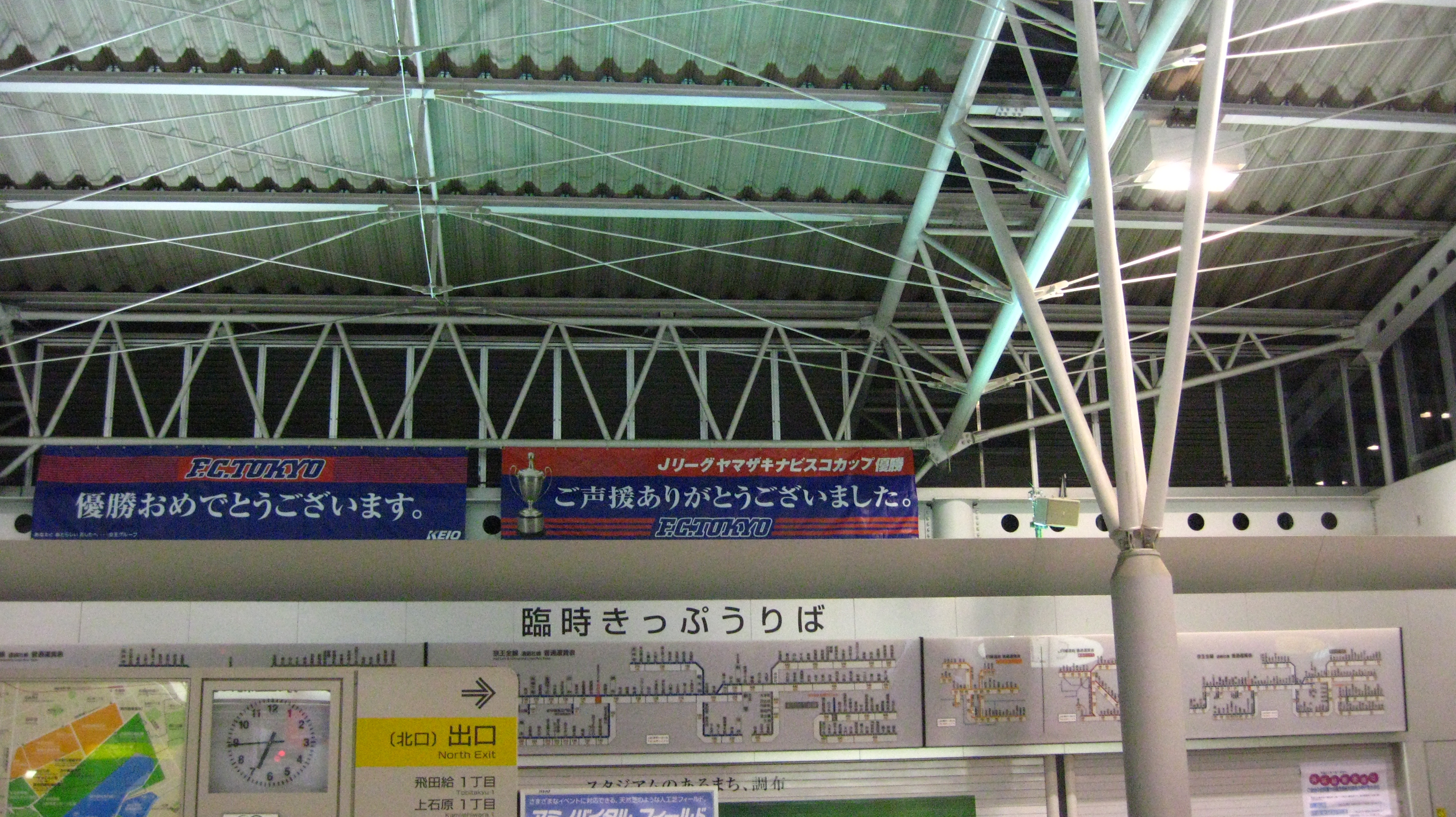
站內。味之素球場舉行活動時的臨時售票處。

## 相鄰車站
京王電鐵
 京王線
■特急、■準特急、■急行、■區間急行
通過（有臨時停車的場合）
■快速、■各站停車
西調布（KO19）－飛田給（KO20）－武藏野台（KO21）
- 味之素球場舉行活動時，特急、準特急、急行會停靠本站。活動結束後也會加開本站始發的上行臨時列車。

## 外部連結
- 飛田給 - 京王電鐵

35°39′36.7″N 139°31′24″E / 35.660194°N 139.52333°E